# Amandine du 38
Amandine du 38, o Miss Amanda, és una cantant aficionada francesa. Els vídeos dels seus raps es van fer virals el gener de 2009. Aleshores va decidir aturar la pujada de vídeos a la xarxa i va deixar els estudis per l'intens assetjament que va rebre. Però el març de 2010 va canviar de parer i va provar de publicar un àlbum finançat amb micromecenatge sota el nom artístic de Miss Sing.

## Inici
El desembre de 2008, Amandine du 38, amb 18 anys, puja en línia un vídeo de rap titulat Les écoles au Sénégal (Les escoles al Senegal), que tractava sobre la pobresa al Senegal. Utilitzant el nom artístic de Miss Amanda, volia mostrar de què era capaç de fer i també aconseguir consell per millorar. Tanmateix l'espectacle radiofònic le 6/9 de NRJ es fa ressò del seu rap amateur, i de com "destrossa" la llengua francesa i provoca que "Amandine du 38", un nom que ella no va escollir mai i que fa referència al departament d'Isère d'on prové, es faci viral el gener de 2009. Des d'aleshores esdevé víctima d'assetjament (bromes, insults, amenaces de mort, rumors de suïcidi) a l'escola, a Internet o a casa seva.
Promoguts per estacions radiofòniques franceses com NRJ, Ado FM o la ràdio regional RMG 38, es publiquen en línia molts vídeos en la contra seva. Tot i que els mestres i els seus pares li aconsellen que no comparteixi més vídeos, ja que la seva germana i el seu germà també estan sent assetjats a l'escola, ella continua pujant cançons noves així com vídeos enfrontant-se als seus assetjadors. Uns quants mesos més tard, farta de que li demanin de cantar rap entre classes, deixa finalment de fer vídeos per uns quants mesos i abandona l'escola.

## Intent de publicar un àlbum
El març de 2010, Amandine du 38 torna amb cançons noves sota el nom de Miss Sing. Intenta publicar un àlbum mitjançant la discogràfica de micromecenatge MyMajorCompany, però no aconsegueix assolir la quantitat requerida. Tot i que encara és assetjada en línia, perquè moltes dels seus comptes estan hackejats, afirma que no sap si s'empenedeix d'haver publicat el seu primer vídeo i que vol recomençar el "buzz". Va tornar als seus estudis l'octubre de 2014.